# 國別史
國別史，全稱国别体史书，是分國（诸侯国）記載史事的史書，中國第一部国别体史书為《國語》，另一部國別史為《戰國策》共三十三卷。《春秋后语》是晋代孔衍所撰，亦是国别体史书，十卷，原书已佚。分裂割據的年代，各分裂地區如“不附正朔，自相君长”，理應都是“國別体”，例如《吴越春秋》主要记述春秋末期，吴越二国之事的杂史，應該是国别体。《十国春秋》、《十六国春秋》、《九国志》都是国别体史书。《南史》、《北史》，新舊《五代史》也都是国别体史书。
实际上同一史书可能同时属於多種不同史书体例。例如：陳壽撰《三国志》分別记载魏、蜀、吴三国的历史，理應是国别体，但是又按照纪传体来编写的，所以有學者稱《三国志》是“纪传体断代国别史”。
1972年至1978年，中國十四家出版社根据上级指示，联合译印国别史，共翻译了著作171种，其中有《苏联通史》、《日本历史》等。 